# Otto Braun (filosof)
Otto Braun, född 1885 och död 1922, var en tysk filosof.
Braun var professor i Basel, och gjorde sig främst känd som Schellingforskare. Han försökte även förnya de schellingska idéerna, bland annat i skriften Hinauf zum Idealismus, Schelingstudien (1908).